# ローリング・ストーンズ・レコード
ローリング・ストーンズ・レコード (Rolling Stones Records) は、ローリング・ストーンズがデッカ・レコードとの契約終了後に設立したレコード・レーベル。会社組織としての商号は「Promotone B.V.」
1970年にデッカとの契約を終了したストーンズはアトランティックやCBSと契約交渉を行い、1971年4月6日にアトランティックと契約を締結した。同レーベルの配給はアメリカではアトランティック・レコードの子会社アトコ・レコードが担った。イギリスを含む他の地域では当時アトランティックを含むワーナー・グループの親会社であったキニー・コーポレーション、日本ではワーナー・パイオニアが配給した。1973年になるとアトランティック自身が配給を開始する。1977年に北米ではアトランティックとの契約が継続されたが、それ以外ではEMIと契約した。日本では東芝EMIが配給を行った。
1983年にはアメリカでコロムビア・レコード、イギリスではCBSと契約し、日本ではCBSソニーからバックカタログが発売されることとなる。1991年にはアメリカでヴァージン・レコードと契約し、イギリスではEMI、日本では再び東芝EMIから発売されることとなった。2008年、ヴァージンとの契約を終了し、現在はユニバーサル ミュージック グループ（UMG）より配給されている（アメリカではインタースコープ、イギリスではポリドール、日本ではUMG日本法人）。
ビートルズのアップル・レコード、レッド・ツェッペリンのスワンソング・レコードとは異なり、ローリング・ストーンズ・レコードは外部アーティストとの契約を熱心に行おうとはしなかった。1973年にローリング・ストーンズのヨーロッパ・ツアーのオープニング・アクトをつとめたアメリカ合衆国のバンド∶Krackerのアルバム『Kracker Brand』、同バンドのシングル『A Song for Polly』(共に1973年に英・米国、他一部の国でリリース)、 1978年にピーター・トッシュとの契約を行ったのみである。トッシュのアルバム『ブッシュ・ドクター』収録曲のうち2曲にはキース・リチャーズが参加しており、更にトッシュとミック・ジャガーのデュエット・シングル「ドント・ルック・バック」がヒットした。
レーベルは当初メンバーのソロ・アルバムを発表するための場として設立されたが、実際に利用したのはビル・ワイマンのみであった。1974年に『モンキー・グリップ』、1976年に『ストーン・アローン』が発売されたが、両方ともその直後にストーンズのアルバムが発売されたため、販売や宣伝の面で注意を引くことが出来なかった。ワイマンは結局A&Mレコードに移籍することとなった。他にはブライアン・ジョーンズの遺作とも言える『ジャジューカ』も本レーベルから発売されている。
本レーベルはさらに1979年12月にリチャーズのシングル「ラン・ルドルフ・ラン／ハーダー・ゼイ・カム」を発売している。
ローリング・ストーンズ・レーベルの有名なロゴである「tongue」ロゴは、ミック・ジャガーの発案により、ヒンドゥー教のカーリー神の舌を題材にジョン・パッシュ（John Pasche）がデザインし作成したもの。アンディ・ウォーホルの手によるものとする説は誤りである。ウォーホールは『スティッキー・フィンガーズ』、『ラヴ・ユー・ライヴ』のアート・ワークを担当した。